# Dzierożnicowate

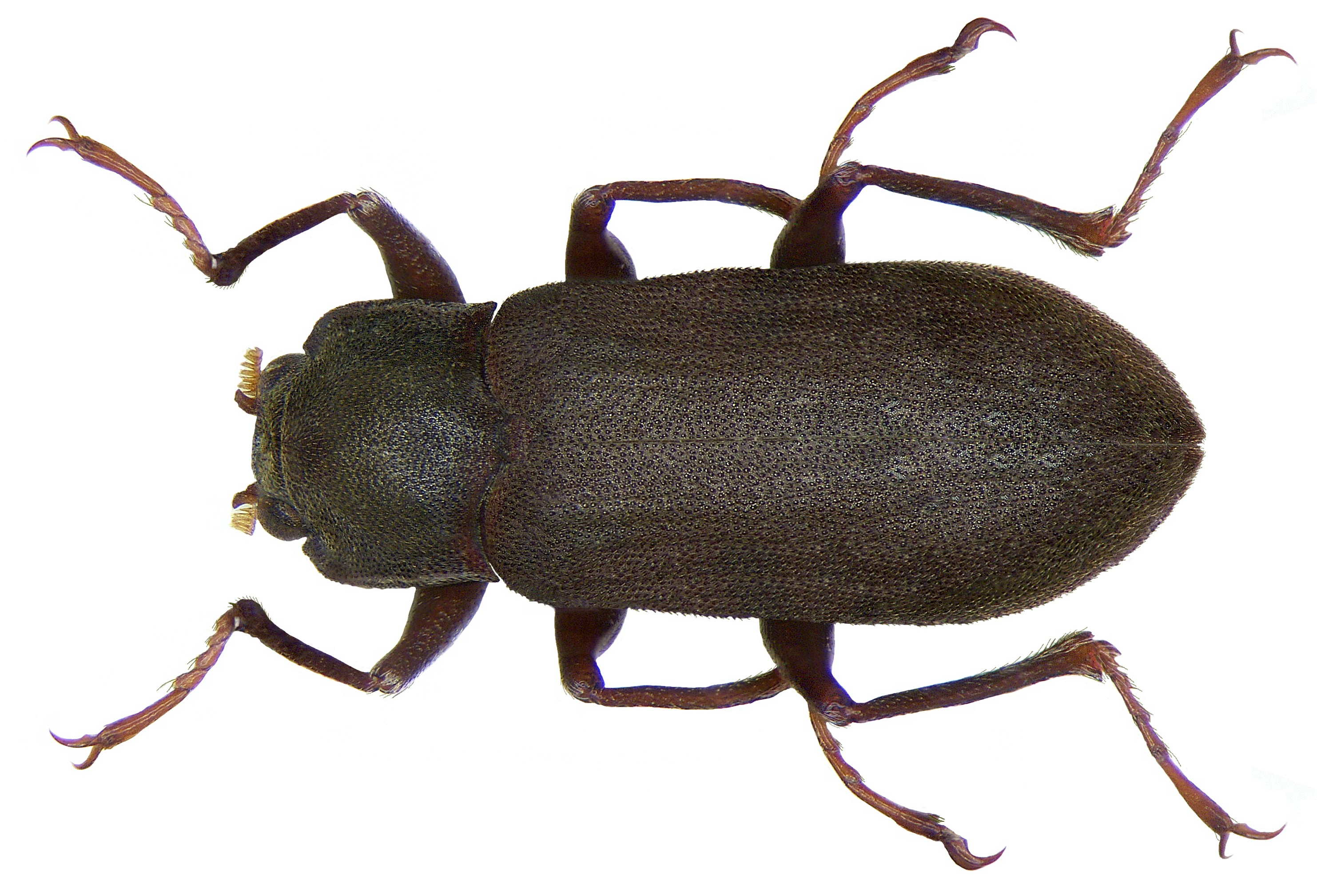
Parahelichus granulicollis

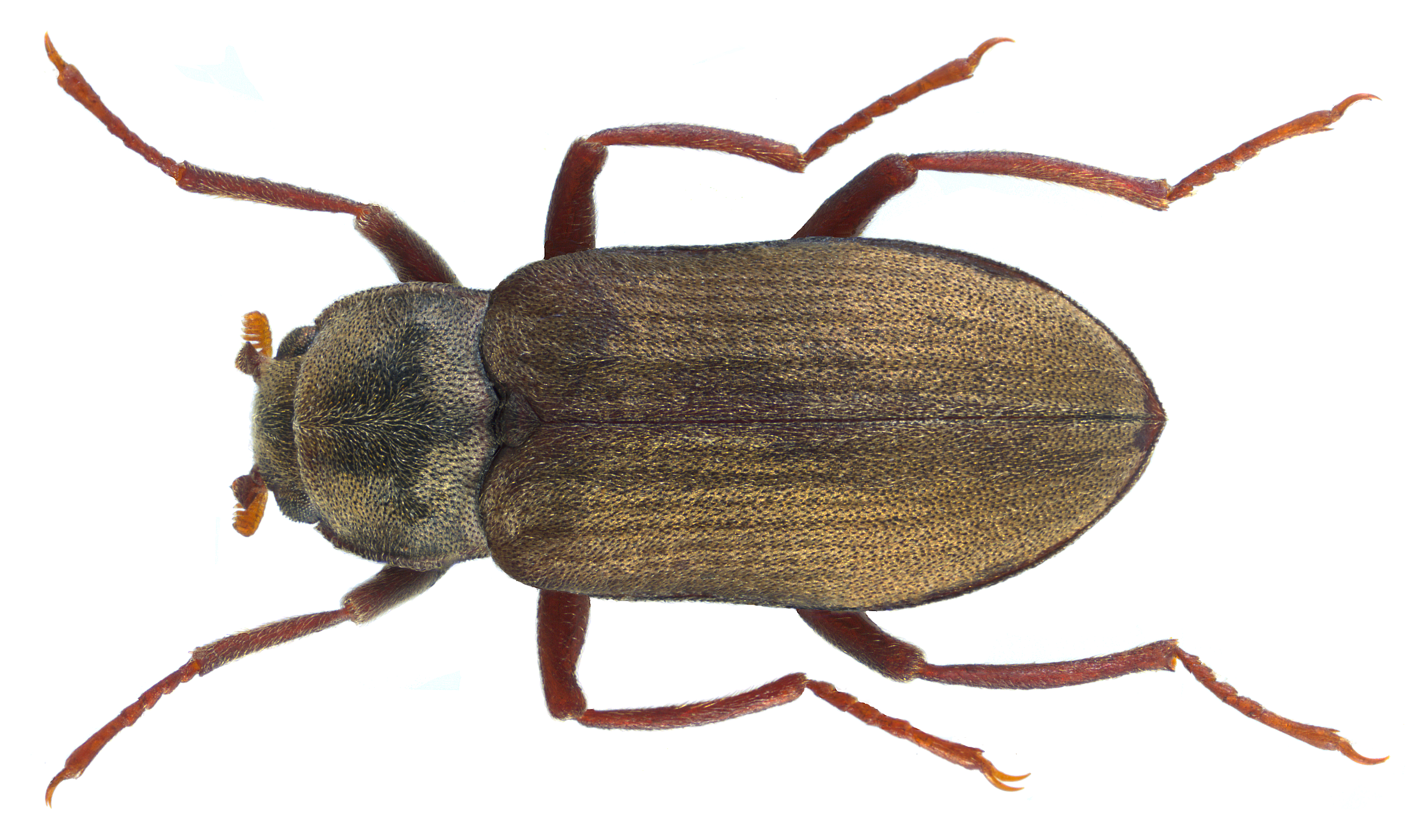
Pomatinus substriatus

Dzierożnicowate (Dryopidae) – rodzina owadów z rzędu chrząszczy. 